# 한일합방상주문
한일합방상주문(韓日合邦上奏文)은 대한제국 말기인 1909년에 일진회가 한일 병합의 조속한 실현을 청원한 글이다. 정합방상소문이라고도 부른다.

## 개요
한일합방상주문은 1909년 12월 4일에 한일합방성명서와 함께 작성되었다. 전날인 12월 3일에 일진회는 대한협회와의 합동이 결렬된 뒤 임시총회를 열고 나라와 백성이 위급한 상황이므로 속히 "정합방을 성립시켜야 한다"는 회장 이용구의 건의를 가결했다. 이 총회 결과에 따라 이용구는 일진회 100만 회원의 이름으로 상주문과 성명서를 작성한 것이었다.
상주문은 대한제국 순종 앞으로는 〈대황제폐하 상소〉로, 통감부 앞으로는 〈상통감부장서〉로, 내각을 대표하는 내각총리대신 이완용에게는 〈상내각장서〉라는 이름으로 제출되었다. 동시에 성명서를 대한제국 2천만 동포 앞으로 발표해 일진회 기관지 《국민신보》에 실었다.
일진회의 전격적인 상주문 제출과 성명서 발표는 큰 파문을 몰고와, 한일 병합 찬성과 지지 여론이 각각 거세게 일어나면서 반대파와 크게 대립했다. 이듬해 8월 일진회의 한일합방상주문과 같은 한국인의 간절한 청원을 받아들이는 모양새로 한일 병합 조약이 체결되었다.

## 상주문의 내용
상주문은 먼저 메이지 천황의 덕과 통감 소네 아라스케의 바른 정치로 인해 동양 평화가 이루어졌다는 인식으로 시작한다. 그러나 대한제국은 국시를 정하지 못하고 경국의 대본을 세우지 못하여, 강한 이웃에게 의존하고 민생을 살릴 수 없다고 주장했다. 능력이 부족함에도 독립 국가로 존재하겠다는 것은 시대 조류에 맞지 않는 완고함을 고수하는 것이라, 이를 지켜보는 이용구와 일진회 회원들의 안타까운 심정은 말로 다할 수 없다고 토로한다.
따라서 대한제국은 몰락할 날이 멀지 않았다는 것이 일진회의 진단이었다. 평화로운 시대에 장기적 계책을 세워야 하는데, 마침 하늘의 뜻인지 이해가 상통하고 관계가 좋으며 기쁜 일 궂은 일에 하나가 된 일본이 있다. 따라서 2천만 대한제국 백성을 위해 일본 천황이 "일한합방 창설"이라는 결단을 내려준다면 황실과 백성이 다함께 은혜를 입을 수 있다는 것이 소원이라는 것이 골자이다. 이 일이 성사될 경우 얻을 수 있는 여러 가지 이득도 세계평화라거나 경사요 행복이라는 식으로 추상적으로 나열되어 있다.
상주문은 이용구와 일진회원이 2천만 백성을 대표하여 충심으로 호소하는 것이라는 말로 끝맺었다.

## 같이 보기
- 일진회
- 한일합방성명서

## 참고자료
- 한명근 (2002년 4월 25일). 〈Ⅴ. 一進會의 對日認識과 '政合邦'論〉. 《한말 한일 합병론연구》. 서울: 국학연구원. ISBN 8982066721.
- 친일반민족행위진상규명위원회 (2006년 12월). 〈이용구〉 (PDF). 《2006년도 조사보고서 II - 친일반민족행위결정이유서》. 서울. 743~752쪽쪽. 발간등록번호 11-1560010-0000002-10. 2007년 9월 26일에 원본 문서 (PDF)에서 보존된 문서. 2008년 6월 7일에 확인함.